# Lewą Nogą
Lewą Nogą – ukazujący się nieregularnie obszerny półrocznik (do 2001 kwartalnik) o tematyce społeczno-politycznej, związany ze środowiskiem alterglobalistycznym.

## Historia
Wydawany od 1993 do 2005 roku w nakładzie 1000 egzemplarzy przez Fundację Instytut Wydawniczy „Książka i Prasa”. Początkowo pismo redagowali jego założyciele: Wojciech Orliński i Stefan Zgliczyński, w 1999 miejsce Orlińskiego zajął Przemysław Wielgosz.
Ukazało się 17 numerów pisma (ostatni w 2005 roku).

## Opis
Czasopismo charakteryzował dwudzielny układ treści: część pierwsza poświęcona była myśli lewicowej, historii i komentarzom politycznym, natomiast część druga prezentowała literaturę zaangażowaną społecznie, szkice i recenzje filmowe lub muzyczne. Strona wizualna nieregularnika, przygotowywana przez polskich grafików i rysowników, była oceniana jako „niezwykle staranna”.
Współpracownicy: Samir Amin, Giovanni Arrighi, Maciej Gachewicz, Hanna Jankowska, Zbigniew Marcin Kowalewski, Antoni Malinowski, Ewa Mazierska, James Petras, Marcin Starnawski, Katarzyna Szumlewicz, Jerzy Szygiel, Mariusz Turowski, Michel Warschawski, Tomasz Rafał Wiśniewski.